# Марк Иден
Дуглас Джон Малин (сценический псевдоним — Марк Иден, англ. Mark Eden; 14 февраля 1928, Лондон — 1 января 2021, Лондон) — английский актёр. Наиболее известен своей ролью злодея Алана Брэдли в сериале «Улица Коронации» (1986—1989).

## Биография
Начинал как актёр-любитель, работал театральным помощником. В молодости боролся с туберкулёзом.
На профессиональную сцену вышел в возрасте 30 лет, под псевдонимом Марк Иден выступал в Королевском придворном театре и в репертуарных театрах Англии и Уэльса. Снимался в телевизионных и кинофильмах, в том числе в сериале «Доктор Кто» (1964), в котором сыграл роль Марко Поло, в «Куотермассе и колодце» (1958, репортер), в «Заключенном» (1967, № 100), в телеадаптациях нескольких рассказов о лорде Питере Уимси (1970-е годы, инспектор Паркер). В киноэпопее Дэвида Лина «Доктор Живаго» в начале фильма у него была эпизодическая роль амбициозного советского инженера.
Сыграв проходную роль Уолли Рэндла в 1981 году, получил главную роль Алана Брэдли в «Улице коронации». Съёмки Идена в этом сериале прекратились к концу 1989 года после того, как его герой по сюжету погиб под Блэкпульским трамваем. В 2009 году Иден открыл мемориальную доску на трамвайной остановке, где снималась та сцена гибели его героя.
Покинув «Улицу Коронации», Иден, по его словам, получил много предложений показаться на психологические роли. Иден часто играл роль джентльмена из высшего общества.
Служил в театрах, участвовал в радиопостановках, работал с The Beach Boys и написал о них мюзикл. Среди его телевизионных ролей была роль Буше в эпизоде Пуаро. Его автобиография «Кто на тебя посмотрит?» была опубликована в 2010 году.

## Личная жизнь
Иден был женат трижды. Его первой женой была Джоан Лонг, в браке с 1953 года. Их сын Дэвид (1957—2017) также стал актёром; дочь Дэвида (внучка Идена) Эмма Гриффитс Малин (1980 г.р.) также актриса. Иден и Джоан развелись в 1959 году, а позже Джоан вышла замуж за актёра Джона Ле Мезюрье.
В 1971 году Иден познакомился с Дайаной В. Смит (на восемнадцать лет моложе его), в том же году они поженились; позже она выступала под именем Дайана Иден. В браке у них родилась дочь Полли.
В 1993 году Иден женился на Сью Николлс, своей партнёрше по сериалу «Улица Коронации» и дочери лорда Хармара-Николлса. Они оставались в браке до смерти Идена.
В позднем возрасте Иден страдал болезнью Альцгеймера и из-за этого в ноябре 2020 года был госпитализирован. Он умер 1 января 2021 года в возрасте 92 лет.

## Фильмография
- 1963 — «Сеанс дождливым вечером»

## Теле
- 2013 — «Приключение в пространстве и времени»
- 1977 — «Иисус из Назарета»
- 1975 — «Полдарк»
- 1968 —«Проклятие багрового алтаря»
- 1967 — «Заключённый»
- 1963 — «Доктор Кто»
- 1961—1969 — «Мстители»
- 1958 — «Куотермасс и колодец»